# المهد (لوحة)
المهد لوحة زيتية للفنان الإيطالي بييرو ديلا فرانشيسكا، قام برسمها بين عامي 1470-1475. تصور اللوحة مشهدًا لميلاد يسوع، وهي واحدة من أحدث اللوحات التي أنجزها الرسام قبل وفاته عام 1492. يحتفظ بها المعرض الوطني في لندن.

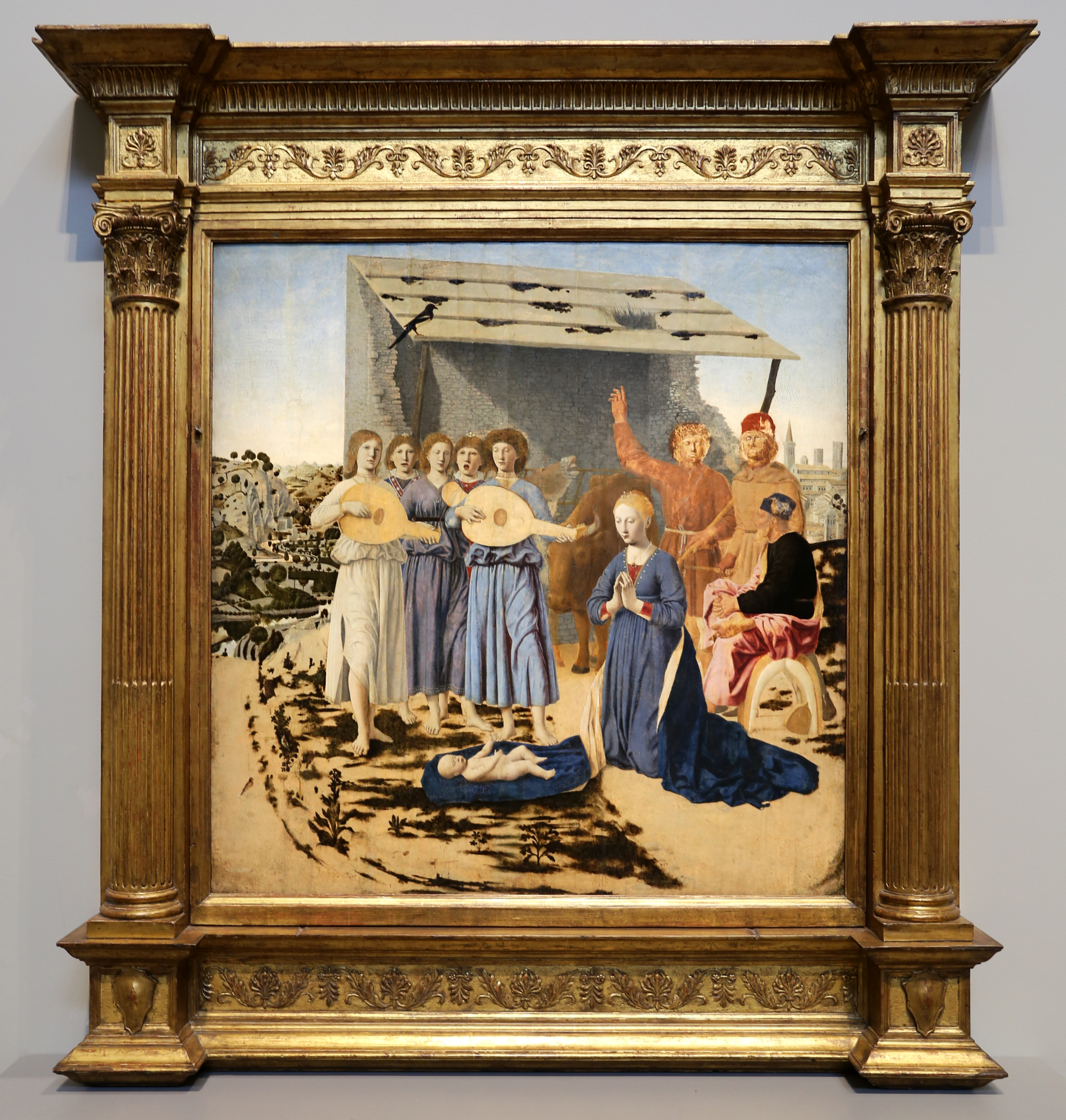
بإطار مُذهّب